# Ќ
Das Ќ (kleingeschrieben ќ, IPA-Aussprache c oder ʨ) ist ein Buchstabe des mazedonischen Alphabets, bestehend aus einem К mit Akut. Er ist die mazedonische Version des serbischen Buchstabens ћ.

## Zeichenkodierung
| Standard  | Standard    | Majuskel Ќ                  | Minuskel ќ                |
| --------- | ----------- | --------------------------- | ------------------------- |
| Unicode   | Codepoint   | U+040C                      | U+045C                    |
| Unicode   | Name        | CYRILLIC CAPITAL LETTER KJE | CYRILLIC SMALL LETTER KJE |
| UTF-8     | UTF-8       | D0 8C                       | D1 9C                     |
| XML/XHTML | dezimal     | &#1036;                     | &#1116;                   |
| XML/XHTML | hexadezimal | &#x040C;                    | &#x045C;                  |